# Świercze (osada w gminie Olesno)
Świercze – osada w Polsce, położona w województwie opolskim, w powiecie oleskim, w gminie Olesno.